# The Nordic Rumble
The Nordic Rumble var Cecilia Brækhus' anden boksekamp på norsk jord efter ophævelsen af Lov om forbud mod professionel boksning i Norge og ændringen af knockoutloven.
Modstanderen var Klara Svensson fra Sverige og kampen i Oslo Spektrum er blevet udsat til 24. februar 2017, efter at Brækhus blev slået ud af en influenza og ikke bestod den medicinske test før det oprindelige opgør den 28. januar.
Kevin Melhus, Alexander Hagen, Kai Robin Havnaa og Tim-Robin Lihaug bokset egne kampe før støvnet afsluttede med det nordiske opgør mellem Brækhus og Svensson. Den amerikanske bokseannouncer Michael Buffer, manden bag råbet «Let's get ready to rumble», annoncerede opgøret.